# Jean-Charles Forbes
Pour les articles homonymes, voir Charles Forbes.
Sir Jean-Charles « Charly » Forbes, RMWO, MID, CD (Matane, 19 mars 1921 - Québec, 19 mai 2010) est un militaire canadien ayant combattu lors de la Seconde Guerre mondiale et de la guerre de Corée. Il a été décoré de la plus haute distinction des Pays-Bas, l'Ordre militaire de Guillaume, et de la France, l'Ordre national de la Légion d'honneur, pour ses actes de bravoure au cours de la Seconde Guerre mondiale. Après sa retraite de l'armée, il fut écrivain, peintre, musicien et sculpteur. Il occupa également des postes honoraires au sein d'unités militaires ainsi qu'au sein de la Légion royale canadienne.

## Biographie
Charles Forbes est né à Matane dans le Bas-Saint-Laurent au Québec en 1921. Il y effectue ses études primaires avant de se rendre au Victoriaville Commercial College (le Collège commercial de Victoriaville) dirigé par les Frères du Sacré-Cœur pour compléter un diplôme commercial. Il est admis au Collège militaire royal du Canada à Kingston en Ontario en 1939 où il complète un baccalauréat en sciences militaires et reçoit sa commission d'officier,,,.
En septembre 1942, alors que la Seconde Guerre mondiale est en cours, Charles Forbes se porte volontaire pour le service actif et se rend à Brockville en Ontario pour suivre un entraînement en artillerie; il suit également de l'entraînement à Vernon en Colombie-Britannique et à Valcartier au Québec. En décembre de la même année, il se rend à Halifax en Nouvelle-Écosse afin d'embarquer pour l'Angleterre le 24 décembre à bord du SS Bayano. Durant la traversée, l'un des navires du convoi est coulé par des sous-marins allemands. Le SS Bayano arrive à Liverpool en Angleterre le 8 janvier 1943.
Alors au grade de lieutenant et agissant en tant que commandant d'un peloton de mortiers, il participe au débarquement de Normandie en juin 1944 avec le Régiment de Maisonneuve en débarquant à Courseulles-sur-Mer,,,. Au cours de la bataille de Normandie, il prend part aux opérations dans la Poche de Falaise,. Il poursuit l'avancée vers le nord avec les forces alliées. Il fut blessé en décembre 1944 alors qu'il se trouvait sur la Meuse à la frontière du Troisième Reich. Il participe à la libération de la Hollande où il démontre particulièrement sa vaillance à Walcheren par des actes de bravoure,.
Après la Seconde Guerre mondiale, Charles Forbes rejoint Les Fusiliers du Saint-Laurent, puis, le 1er bataillon du Royal 22e Régiment (R22eR). En 1950, il participe à la guerre de Corée avec le 2e bataillon du R22eR,. Il démontre à nouveau des actes de bravoure au cours de ce conflit,.
Il prend sa retraite des Forces canadiennes en 1965 alors qu'il porte le grade de major. En 1985, il devient le lieutenant-colonel honoraire du Régiment de Maisonneuve, puis, en 2005, le colonel honoraire de la garnison de Québec des 78e Frasers Highlanders,. Il décède à l'hôpital Sainte-Anne-de-Beaupré le 19 mai 2010 et est inhumé à Matane.

## Faits d'armes et distinctions

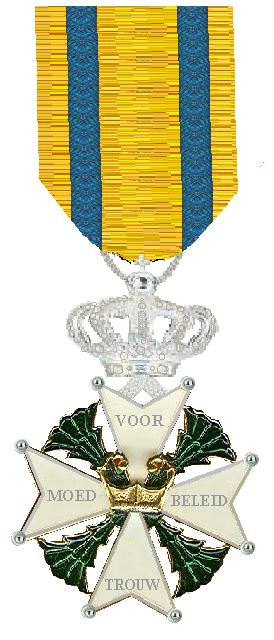
Croix de chevalier de l'Ordre militaire de Guillaume

Charles Forbes a été décoré de la croix de chevalier de l'Ordre militaire de Guillaume, la plus haute distinction des Pays-Bas, par la reine Wilhelmine des Pays-Bas en personne. Il a reçu cet honneur pour ses actes de bravoure au cours de la Seconde Guerre mondiale lors de la libération de la Hollande sur le pont de l'île de Walcheren où il a empêché les Allemands de faire exploser des digues, évitant ainsi des inondations qui auraient pu noyer des milliers de personnes.
Il a reçu une citation à l'ordre du jour (Mentioned in Despatches) pour bravoure à la suite de ses actes au cours de la bataille de la colline 355 lors de la guerre de Corée,,.
En 2005, il fut intronisé au Salon des Croix de Victoria du Cercle de la garnison de Québec, l'Ordre militaire de Guillaume étant équivalente à la Croix de Victoria,. En 2006, il reçut la médaille de l'Assemblée nationale du Québec. En 2007, il fut décoré de la croix de chevalier de l'Ordre national de la Légion d'honneur, la plus haute distinction française, en reconnaissance de sa conduite héroïque au cours de la Seconde Guerre mondiale,,.